# بالاياخاركا
بالاياخاركا (بالإنجليزية: Bhalayakharka)‏ هي مدينة من مدن نيبال. يبلغ عدد سكانها 2517 نسمة وذلك حسب إحصائيات سنة 1991.